# Jacques Leuzy
Jacques-Paul Leuzy est un peintre-verrier français, né à Paris le 7 mars 1922 et mort à Moissac le 17 février 1962.

## Biographie
Jacques Leuzy a commencé ses études à l'École des beaux-arts de Toulouse. Elles sont interrompues pendant la Seconde Guerre mondiale.
Il ouvre un atelier de vitraux à Moissac en 1946, dans une maison dont il a hérité. Il a été cartonnier, peintre verrier et mosaïste. Il a réalisé lui-même les cartons des vitraux qu'il réalisait. Il privilégiait l'étude des couleurs. Son œuvre est partagée entre des représentations de sujets ou de personnages et des compositions abstraites.
Mort jeune, ses dernières commandes ont été terminées par ses collaborateurs, puis l'atelier fut vendu.
L'ensemble de vitraux de la basilique Notre-Dame de Peyragude à Penne-d'Agenais constitue son œuvre majeure.

## Œuvres principales
Le Ministère de la Culture héberge un inventaire en ligne.

### Landes
- Chalosse, abbaye Notre-Dame de Maylis, vitraux de la chapelle des saints anges et de la chapelle Saint-Joseph[3]
- Bassercles, église Notre-Dame-de-l'Assomption, ensemble de 3 verrières : Immaculée Conception, Remise du rosaire à saint Dominique, Sainte Famille (baies 3, 5 et 6), 1954
- Beyries, église Saint-Blaise, ensemble de 5 verrières : Christ de douleur, Immaculée Conception, symboles, 1963

### Lot-et-Garonne
- Courbiac, église Saint-Vincent
- Damazan, église Notre-Dame
- Le Temple-sur-Lot, église Notre-Dame, 1950
- Trémons, église Saint-Jean, 1958[4]
- Penne-d'Agenais, les 47 vitraux de la basilique Notre-Dame de Peyragude, ainsi que la mosaïque ornant le tympan au-dessus du portail[5],[6],[7].

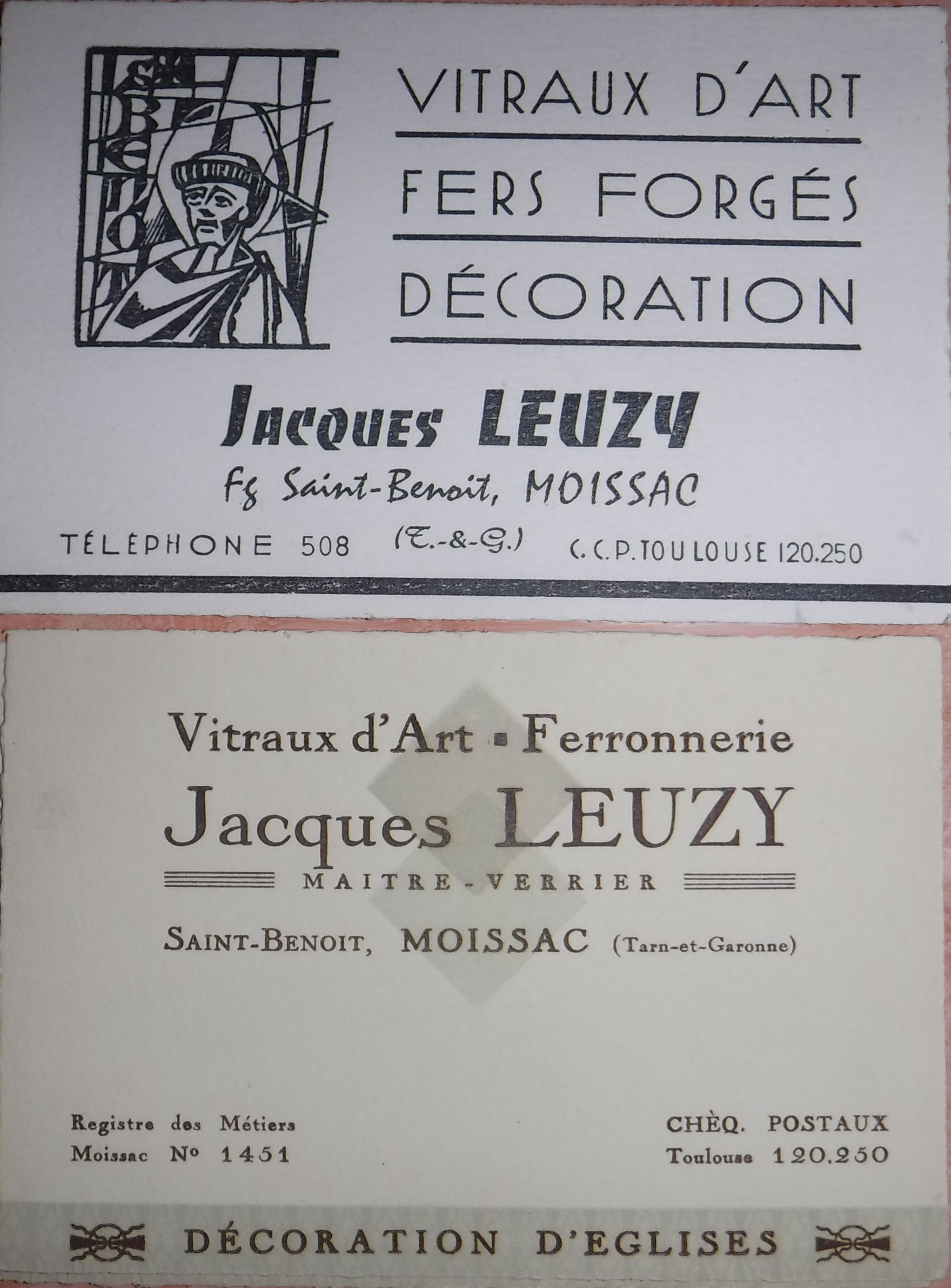
Cartes de Visite de Jacques Leuzy
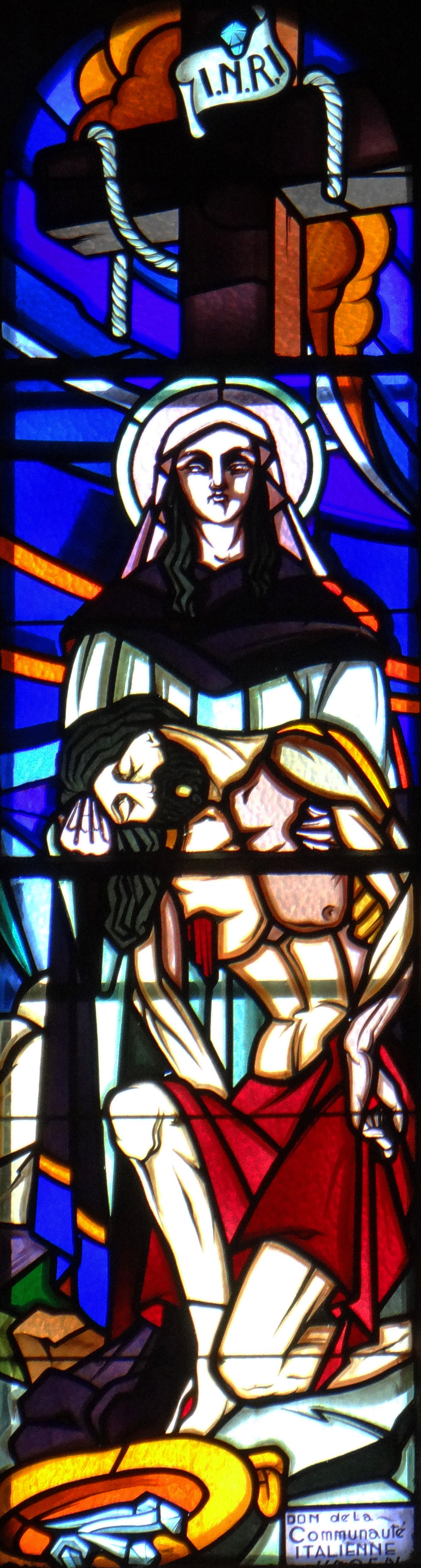
Un des vitraux de ND de Peyragude-La mort de Jésus

### Tarn-et-Garonne
- Saint-Paul-d'Espis, église Saint-Jean de Cornac (Fer forgé : grille et croix murale)